# Долгополов, Сергей Леонидович

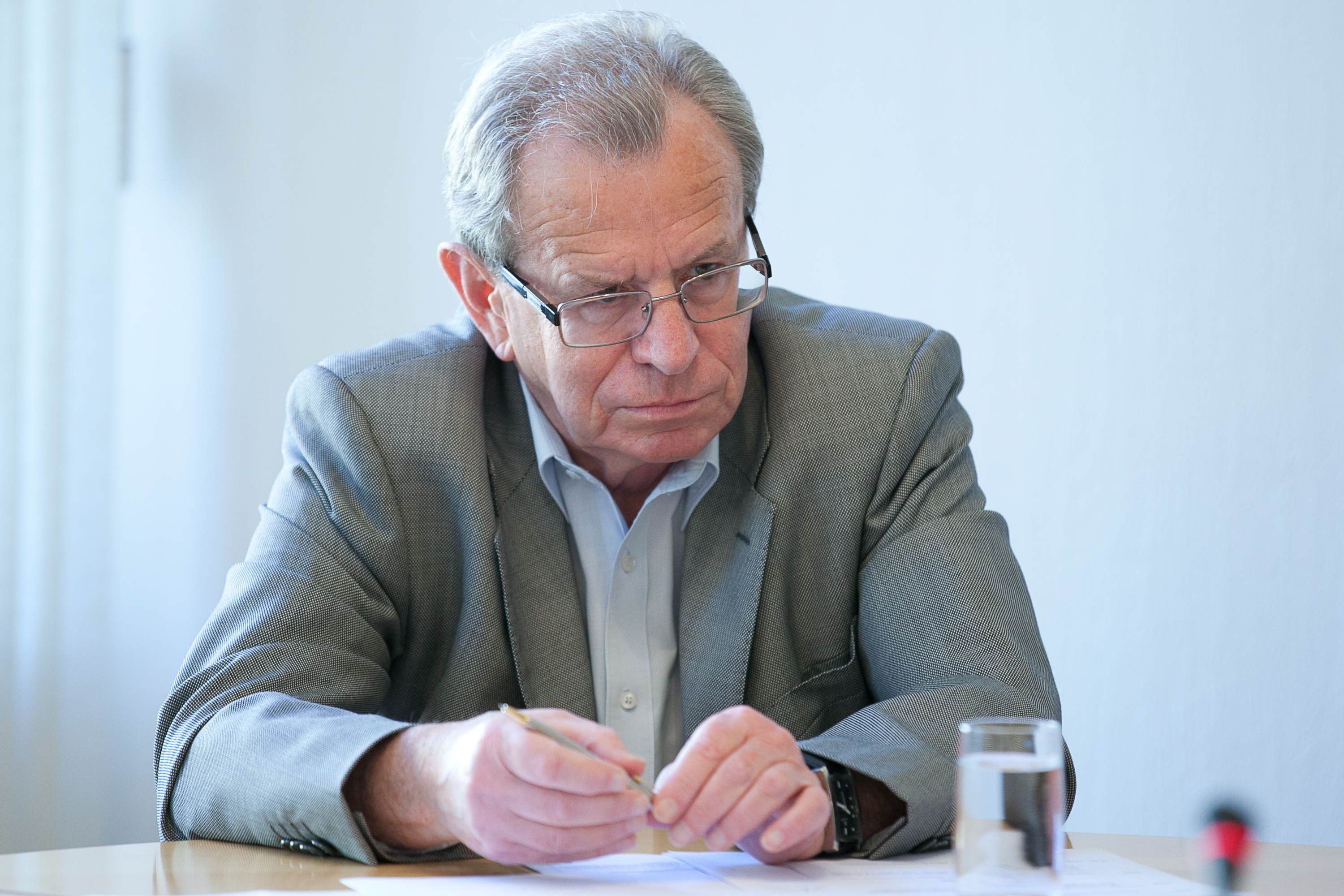
Сергей Долгополов на заседании комиссии по вопросам управлений (2012 год).

Серге́й Леони́дович Долгопо́лов (латыш. Sergejs Dolgopolovs; 3 сентября 1941 года, Рига, Остланд) — латвийский политик. Представитель КПСС, затем ПНС, затем «Нового центра» и партии Социал-демократическая партия «Согласие». Депутат многих созывов Сейма Латвии и Рижской Думы (1998—2006). Заместитель мэра Риги (2001—2005). 

## Биография
Сергей родился 3 сентября 1941 года в Риге. Он был сыном Леонида Долгополова (1901—1986) и его супруги Софии Хофеншефер (1907—1992). Окончил Рижскую 23 среднюю школу в 1958 году. Учился в Рижском политехническом институте, который окончил в 1963 году, а аспирантуру в 1968 году. Работал на Рижском заводе полупроводников «Альфа», затем в сфере профсоюзной и партийной работы.
Сергей вступил в КПСС в 1967 году. Он являлся бывшим руководителем сектора государственных и негосударственных организаций ЦК КП Латвии. СВ 1969 по 1974 год он работал в Центральном комитете Латвийского комсомола. Затем перешел на работу в Латвийский республиканский совет профсоюзов, где был помощником председателя совета Августа Зитманиса. Позднее стал заведующим отделом организационной работы, который был главным в Латвийском совете профсоюзов.
После восстановления независимости Латвии в 1990 году, он работал в Рижском исполнительном комитете.
В политику пришел в 1994 году, когда безуспешно баллотировался на выборах в Рижскую думу от Партии Народного согласия. Он также баллотировался на выборах в VI Сейм в 1995 году, но избран не был. Также безуспешно баллотировался на выборах в Рижскую думу 1997 года и выборах в VII Сейм. В 1998 году занял место депутата в Рижской думе, которое освободили депутаты, избранные в Сейм.
В 2001 году был избран в Рижскую думу по списку ЗаПЧЕЛ, был избран заместителем мэра Риги Гундарса Боярса. В 2003 году Сергей был исключен из Партии Народного согласия после его конфликта с  лидером партии Янисом Юркансом, поэтому вместе со своими единомышленниками создал собственную политическую партию «Другая политика». В 2004 году Долгополов изменил название партии на «Новый центр» и от этой партии был избран в Рижскую думу в 2005 году. В том же году «Новый центр» совместно с Партией Народного согласия создали объединение «Центр согласия», первым председателем которого был избран Долгополов, но через полгода эту должность занял новый лидер объединения Нил Ушаков.
По списку объединения «Центр согласия» он был избран в IX Сейм и X Сейм. В 2010 году партии «Новый центр» и Партия Народного согласия объединились в партию «Согласие». Он также завоевал доверие избирателей на внеочередных выборах в Сейм в 2011 году, когда был избран в XI Сейм. Он баллотировался на выборах в Европейский парламент 2014 года от партии «Согласие», но не был избран. Осенью того же года был избран в XII Сейм по списку партии «Согласие».
В Сейме главой Комиссии по государственному управлению и делам самоуправлений. Ранее возглавлял Комиссию по мандатам, заявлениям и этике.
В начале 2015 года он был выдвинут кандидатом на президентских выборах, но он не был избран. Осенью 2018 года он был избран в XIII Сейм. Он также баллотировался на выборах в XIV Сейм, но список «Согласия» не преодолел 5% барьер, в связи с чем его депутатский мандат закончился. После этого он перешёл в партию «Суверенная власть».
На выборах в Европарламент 2024 года он баллотировался по списку партии «Суверенная власть», но не был избран.
На муниципальных выборах в Риге в 2025 году, он был избран в Рижскую думу, от партии «Латвия на первом месте». Он является самым старым депутатом думы данного созыва.
Сергей является членом Латвийского Олимпийского комитета, член правления Латвийской федерации волейбола.

## Личная жизнь
Сергей женат на Татьяне Долгополовой. У супругов есть двое детей: Елена и Дмитрий, а также у них есть четверо внуков и одна правнучка.

## Награды
- Почётная грамота Международного Совета российских соотечественников (2006)[8].